# Fouka
Fouka è un comune dell'Algeria, situato nella provincia di Tipasa.